# Liste von Fagottschulen
Diese Liste veröffentlichter Fagottschulen enthält alphabetisch geordnet Schulen für das Fagott aus den letzten 250 Jahren bis heute, die teilweise noch neu, teilweise nur noch antiquarisch erhältlich sind. Es werden nur Fagottschulen, jedoch keine Kontrafagott-, Fagottino-, Etüden und Skalenwerke sowie Orchesterstudien o. Ä. aufgeführt.
Die Namen von Fagottisten sind in der Liste von Fagottisten zu finden.
| Autor(en)                            | Titel der Schule                                                                           | Erschei-nungsjahr                 | Verlag                              | Anmerkungen                                                                                    | Link     |
| ------------------------------------ | ------------------------------------------------------------------------------------------ | --------------------------------- | ----------------------------------- | ---------------------------------------------------------------------------------------------- | -------- |
| Maurice Allard                       | Methode de basson                                                                          | 1975                              | Editions Billaudot, Paris           | englisch, französisch                                                                          | –        |
| Carl Almenräder                      | Die Kunst des Fagottblasens                                                                | 1843                              | Schott Music, Mainz                 | –                                                                                              | –        |
| Jan van Beekum                       | Fagotterie Band I und II                                                                   | 20. Jh.                           | Harmonia B.V.                       | englisch, holländisch                                                                          | –        |
| Alamiro Giampieri                    | Metodo Progresivo Fagot                                                                    | –                                 | Ricordi, Milan                      | 70 Seiten                                                                                      | –        |
| Laszlo Hara                          | Fagottschule Band I und Band II                                                            | 20. Jh.                           | EMB - Editio Musica Budapest        | ungarisch und deutsch                                                                          | –        |
| Paul Herfurth / H.M. Stuart          | A Tune A Day For Bassoon Book 1 & 2                                                        | 20. Jh.                           | Boston Music Co.                    | 56 Seiten                                                                                      | –        |
| Eugene Jancourt                      | Methode theorique et pratique pour le basson                                               | 1847                              | Richault, Paris                     | –                                                                                              | –        |
| Emanuele Krakamp                     | Metodo Per Fagotto                                                                         | 1866                              | Ricordi Milan                       | –                                                                                              | –        |
| Katja Krüger                         | Die neue Fagottschule                                                                      | 2017                              | Verlag Schottstädt                  | 102 Seiten                                                                                     | –        |
| Otto Langey                          | Practical Tutor For Bassoon                                                                | 1930                              | Boosey & Hawkes                     | –                                                                                              | –        |
| Etienne Ozi                          | Méthode Nouvelle et Raisonnée pur le Basson                                                | 1788                              | M. Boyer, Paris                     | Als Reprint der 2. Ausgabe von 1800 herausgegeben in Michaelstein 1988                         | –        |
| Etienne Ozi                          | Neue Fagott-Schule                                                                         | 1806                              | Breitkopf & Härtel, Leipzig         | deutsche Übersetzung                                                                           | –        |
| Henry Paine                          | Bassoon Student I, II, III                                                                 | –                                 | Belwin / Warner Bros.               | –                                                                                              | –        |
| Karel Pivonka                        | Skola hry na fagot                                                                         | 1989                              | Editio Supraphon, Prag              | –                                                                                              | –        |
| J.E. Skornicka                       | Rubank Elementary method                                                                   | 1935                              | Hal Leonard                         | 48 Seiten                                                                                      | –        |
| Julius Satzenhofer                   | Neue Praktische Fagottschule Teil I und II                                                 | 1900                              | Zimmermann-Frankfurt, Leipzig       | –                                                                                              | –        |
| W. Seltmann / G. Angerhöfer          | Das Fagott Band I-V (Band IV nur Duette)                                                   | 1977–1984                         | Deutscher Verlag für Musik, Leipzig | –                                                                                              | –        |
| W. Seltmann / G. Angerhöfer          | Fagottschule 1 und 2                                                                       | –                                 | Schott Music, Mainz                 | –                                                                                              | –        |
| Chris Morgan                         | Boosey Woodwind Method Bassoon Book 1                                                      | 2006                              | Boosey & Hawkes                     | 64 Seiten, mit CD, englisch                                                                    | –        |
| Chris Morgan                         | Boosey Woodwind Method Bassoon Book 2                                                      | 2008                              | Boosey & Hawkes                     | 56 Seiten, mit CD, englisch                                                                    |          |
| Peter Wastall                        | Learn as you play bassoon                                                                  | 1989                              | Boosey & Hawkes                     | Fagottschule mit Heft für Klavierbegleitung, englisch, 64 Seiten                               | –        |
| Julius Weissenborn                   | Fagottschule mit ausführlichen theoretischen Erläuterungen                                 | 1887/1903                         | Rob. Forberg Musikverlag            | 1929 neu bearbeitet von Carl Schaefer, 68 Seiten, Deutsch- und Englischsprachig                | –        |
| Ralf Müller                          | Quintfagottschule                                                                          | 2005/2006                         | Edition Molinari, Regensburg        | 36 Seiten                                                                                      | –        |
| Hanns Stahmer                        | Hannsens Fagottschule Band 1                                                               | 2014                              | Hannsens Verlag, Neustadt a. Rbge.  | 100 Seiten                                                                                     | Webseite |
| Hanns Stahmer                        | Hannsens Fagottschule Band 2                                                               | 2014                              | Hannsens Verlag, Neustadt a. Rbge.  | 112 Seiten                                                                                     | Webseite |
| Hanns Stahmer                        | Hannsens Fagottschule Band 3                                                               | 2014                              | Hannsens Verlag, Neustadt a. Rbge.  | 118 Seiten                                                                                     | Webseite |
| Norbert Voll                         | Fagott spielen lernen                                                                      | 2008                              | DIVERTIMENTO Musikverlag            | 152 Seiten, deutschsprachig                                                                    | -        |
| Volker Werner                        | Schule für Fagott Band 2                                                                   | 2014                              | Bosse Verlag                        | 64 Seiten Fagott Schule mit CD begleitung für Quint/Quart und Fagott                           | Webseite |
| Volker Werner                        | Fagott spielen Band 1                                                                      | 2019                              | Pannali Verlag                      | 68 Seiten mit CD oder Downloads der Stücke                                                     | Website  |
| Volker Werner                        | Fagott spielen Band 2                                                                      | 2018                              | Pannali Verlag                      | 64 Seiten, mit CD oder Downloads der Stücke                                                    | Website  |
| Volker Werner                        | Fagott spielen Band 3                                                                      | 2018                              | Pannali Verlag                      | 68 Seiten mit CD oder Downloads der Stücke                                                     | Website  |
| Albrecht Holder / Bodo Koenigsbeck   | Das heitere Fagott / the jolly bassoon Band 1                                              | 2009                              | Accolade Musikverlag                | 56 Seiten, deutsch / englisch                                                                  |          |
| Albrecht Holder / Bodo Koenigsbeck   | Das heitere Fagott / the jolly bassoon Band 2                                              | 2009                              | Accolade Musikverlag                | 60 Seiten, deutsch / englisch                                                                  |          |
| Albrecht Holder / Bodo Koenigsbeck   | Das heitere Fagott / the jolly bassoon Band 3                                              | 2010                              | Accolade Musikverlag                | 76 Seiten, deutsch / englisch                                                                  |          |
| Georg Klütsch                        | Basisübungen für Fagott / Bassoon fundamentals                                             | 2003                              | Schott Musikverlag                  | deutsch / englisch                                                                             |          |
| Bodo Koenigsbeck / Marc Schaeferdiek | fagottbasis. Praktische Vorschläge zur Verbesserung des Fagottspiels mit täglichen Übungen | 2011                              | Accolade Musikverlag                |                                                                                                |          |
| Richard Duckett / Cormac Loane       | Team Woodwind                                                                              | 2008                              | Faber Music Ltd.                    | englisch, mit CD                                                                               |          |
| Andreas Mendel / Bernhard Krabatsch  | Fagott - Technische Grundlagen                                                             | 2020                              | Konikos Verlag                      |                                                                                                |          |
| Christoph Peter                      | Lehr- und Spielbuch Band 1 für Fagottino und Fagott                                        | 2002                              | Musica Practica                     | 86 Seiten, mit Kartonumschlag als Mappe mit Grifftabelle und italienischem Fachwortverzeichnis |          |
| Christoph Peter                      | Lehr- und Spielbuch Band 2 für Fagottino und Fagott                                        | 2005                              | Musica Practica                     |                                                                                                |          |
| Anselma Veit                         | Anselmas neue Fagottschule Band 1                                                          | 2017                              | AnselmaMusic                        |                                                                                                |          |
| Anselma Veit                         | Anselmas neue Fagottschule Band 2                                                          | 2017                              | AnselmaMusic                        | 52 Seiten, deutsch / englisch                                                                  |          |
| Mike Curtis                          | New Millennium Bassoon Method                                                              | 21. Jh.                           | mss publishing                      |                                                                                                |          |
| W.T. Gowell / W.H. Hill              | The William Gower Bassoon Method                                                           |                                   | Neil A. Kjos Music Company          | englisch                                                                                       |          |
| Joseph E. Skornicka                  | Rubank Elementary Method Bassoon                                                           | 1989                              | Rubank Publications                 | 48 Seiten, englisch                                                                            |          |
| H. Voxman                            | Rubank Intermediate Method Bassoon                                                         | 1989                              | Rubank Publications                 | 40 Seiten, englisch                                                                            |          |
| W. Gower / H. Voxman                 | Rubank Advanced Method Bassoon                                                             | 1989                              | Rubank Publications                 | 72 Seiten, englisch                                                                            |          |
| W. Spencer rev. F. Mueller           | The Art of Bassoon Playing                                                                 | 1958                              | Alfred Music                        | 72 Seiten, englisch                                                                            |          |
| Bruce Pearson                        | Standard of Excellence: Bassoon, Book 1 & 2                                                |                                   | Neil A. Kjos Music Company          | englisch, Band-Methode mit Theorie und Hörübungen                                              |          |
| Jane Seba                            | Abracadabra Bassoon, the way to learn through songs and tunes                              | 21. Jh.                           | Collins Music                       | 64 Seiten, englisch, 3. revidierte Version                                                     |          |
| Paul Harris                          | Bassoon Basics, A method for individual and group learning                                 |                                   | Faber Music                         | mit audio tracks online                                                                        |          |
| Valentine Anzalone                   | Breeze-easy method for Bassoon, book 1                                                     | 1979                              | Alfred Music Publications           | 32 Seiten, englisch                                                                            |          |
| Ryszard Paciorkiewicz                | Basson primer method                                                                       | 20. Jh.                           | Polskie Wydawnictwo Muzyczne        | 36 Seiten, polnisch                                                                            |          |
| Richard F. Grunow                    | Jump right in, Solo Book 1-3 Bassoon                                                       | 1993/96, revidiert 2000/2003/2006 | GIA Publications                    | 48 Seiten, Neuausgaben mit CD                                                                  |          |
| Fabien Boichard                      | L’apprenti bassoniste Vol 1 und 2                                                          | 21. Jh.                           | Partition Billaudot                 |                                                                                                |          |